# Aster Tesfaye
Aster Tesfaye Tilahun (arabisch أستر تسفاي, * 27. Oktober 1990) ist eine ehemalige bahrainische Leichtathletin äthiopischer Herkunft, die im Mittel- und Langstreckenlauf an den Start ging.

## Werdegang
Erste internationale Erfahrungen sammelte Aster Tesfaye bei den Crosslauf-Weltmeisterschaften 2010 in Bydgoszcz, bei denen sie nach 27:46 min auf dem 64. Platz einlief. Im November startete sie im Hindernislauf bei den Asienspielen in Guangzhou und belegte dort in 11:00,64 min den sechsten Platz. Bei den Crosslauf-Weltmeisterschaften 2011 in Punta Umbría gelangte sie nach 28:29 min auf Rang 79 und anschließend klassierte sie sich bei den Militärweltspielen in Rio de Janeiro mit 4:27,90 min auf dem zehnten Platz im 1500-Meter-Lauf. Über diese Distanz belegte sie dann bei den Arabischen Meisterschaften in al-Ain in 4:28,08 min den sechsten Platz und wurde bei den Panarabischen Spielen in Doha in 4:27,52 min Fünfte. Im Jahr darauf gelangte sie bei den Hallenasienmeisterschaften in Hangzhou mit 2:15,23 min auf den fünften Platz im 800-Meter-Lauf und gelangte mit 4:26,12 min auf Rang sieben über 1500 m. Bei den Crosslauf-Weltmeisterschaften 2013 in Bydgoszcz wurde sie nach 26:20 min 52. und im Mai gewann sie bei den Arabischen Meisterschaften in Doha in 1:25:35 h die Bronzemedaille im Halbmarathon hinter ihrer Landsfrau Lishan Dula und Kenza Dahmani aus Algerien. Ab 2015 fokussierte sie sich auf die volle Marathondistanz und startete 2015 bei den Weltmeisterschaften in Peking und lief dort nach 2:46:54 h auf Rang 42 ein und belegte anschließend bei den Militärweltspielen im südkoreanischen Mungyeong in 2:34:39 h den fünften Platz. 2016 bestritt sie mit dem Hongkong-Marathon ihr letztes offizielles Rennen und beendete daraufhin ihre aktive sportliche Karriere im Alter von 25 Jahren.

## Persönliche Bestzeiten
- 1500 Meter: 4:27,52 min, 15. Dezember 2011 in Doha
  - 800 Meter (Halle): 2:15,23 min, 19. Februar 2012 in Hangzhou
  - 1500 Meter (Halle): 4:26,12 min, 18. Februar 2012 in Hangzhou
- Halbmarathon: 1:25:35 h, 24. Mai 2013 in Doha
- Marathon: 2:34:39 h, 11. Oktober 2015 in Mungyeong
- 3000 m Hindernislauf: 11:00,64 min, 21. November 2010 in Guangzhou